# Fantomens brallor
Fantomens brallor är en barnsång på svenska från 1970-talet, skriven och komponerad av Lasse Åberg, som handlar om seriefiguren Fantomen. Den spelades in av Trazan & Banarne på albumet Sångtajm med Trazan och Banarne från år 1977.
En annan inspelning gjordes av Hugo tillsammans med Smatterbandet, och utgavs på albumet Hugo & Smatterbandet från år 1997. Ytterligare en inspelning, av Norrbyskolans tredjeklassare i Örebro, utkom år 2001 på albumet Bubblebro, och då handlade det om körsång.